# No One Lives
No One Lives è un film del 2012 diretto da Ryūhei Kitamura.
Pellicola horror di produzione statunitense, è stato mostrato al Toronto International Film Festival.

## Trama
(Driver)
Una ragazza si addentra in una foresta per scappare da qualcosa di ignoto e pericoloso. Cade però in una trappola e non ha più alcuna possibilità di muoversi e urla con tutte le sue forze chiedendo l'aiuto di qualcuno che non arriverà mai. Disperata, scrive sulla corteccia dell'albero la frase “Emma è viva”.
Driver e la sua ragazza Betty hanno appena abbandonato il paesino in cui vivevano, e si dirigono verso una nuova meta. Mentre si riposano in un hotel, la coppia vede al telegiornale la frase “Emma è viva” scritta sei mesi prima da Emma Ward, una giovane scomparsa misteriosamente. Successivamente, fanno l'amore, ma non prima di aver parlato ambiguamente di qualcosa che è successo in passato. Una famiglia torna a casa dopo una lunga vacanza, ma entrata in casa scopre che un banda di fuorilegge (Hoag, Flynn, Tamara, Ethan e Denny) la sta lentamente svuotando. Il padre della famiglia cerca di chiamare la polizia, e per questo viene ucciso insieme alla moglie da Flynn, che rapisce tutti gli altri. Driver e Betty, una volta svegliati, fanno colazione in un locale chiamato “Da Helen” e vengono serviti dalla gentile Amber. Tutto va per il verso giusto, fino a quando non giunge nel bar la banda di fuorilegge. Flynn, mette i bastoni tra le ruote ai due ragazzi, smettendo soltanto sotto consiglio di Hoag. Nonostante tutto, a tarda sera, Driver e Betty vengono attaccati e rapiti da Flynn.
Hoag è arrabbiato con Flynn per il danno che ha combinato. Quando però ispeziona la macchina di Driver, scopre che dentro il cofano vive una ragazza, che si rivela essere Emma Ward. La coppia, intanto, viene imprigionata in uno scantinato, controllata da Ethan. Quando il ragazzo avvicina una lama alla gola di Betty, questa rivela al fidanzato di aver preso una decisione, quella di suicidarsi. Così, la giovane Betty muore dissanguata.  Dopo la sua morte, Driver si libera facilmente delle manette per poi uccidere Ethan e straziarne il corpo senza vita. Emma rivela a Hoag, Flynn, Tamara, Denny e Amber, che l'uomo è in realtà un serial killer e dice loro che devono chiamare la polizia al più presto. I fuorilegge non le danno ascolto, e Denny e Tamara decidono di andare a controllare il seminterrato dove Ethan teneva imprigionati i ragazzi. Quando arrivano, trovano il cadavere di Betty e quello di Ethan, immerso in un mare di sangue. Hoag e Amber scoprono, vedendo un servizio in TV, che Emma è stata rapita tempo addietro a una festa; tra i cinquanta studenti presenti, soltanto il suo corpo non è stato trovato.
Il cadavere di Ethan viene portato alla residenza di Hoag, ma nessuno sa che dentro il corpo senza vita si nasconde in realtà Driver. Emma cerca di scappare, ma quando vede che colui che l'ha rapita aspetta con pazienza nel bosco, nascosto tra le siepi, decide di rimanere con il gruppo. I fuorilegge assaggiano l'ira di Driver, dovuta alla morte di Betty. Divisi, feriti, si rendono conto del grande sbaglio commesso da Flynn. Il primo a morire sarà Hoag, prima torturato con un tritarifiuti, e poi ucciso in modo cruento, gettato nella macchina trituratrice. Amber chiede a Emma il perché Driver non l'abbia uccisa come tutti gli altri invitati alla festa in cui è stata rapita. La ragazza risponde che Driver la ama, e le mostra una cicatrice sulla pancia, cicatrice che aveva anche Betty. Nasce intanto un conflitto tra Amber e Tamara, dovuto al fatto che l'ultima ha copulato col padre della prima. Amber e Denny intendono scappare aggiustando la jeep ma, appena la mettono a posto, la ragazza viene aggredita dal killer.
Emma, Flynn, Tamara e Denny decidono di usare la jeep appena aggiustata per scappare lontano da Driver, ma non sanno che l'assassino ha un rivelatore che gli permette di sapere dove stanno andando. Flynn, guidando la macchina, uccide per errore Amber, ancora viva nonostante le ferite. Lasciano poi Denny al pronto soccorso, ma non vi si soffermano per evitare troppe domande. Si stabiliscono poi al “Bandito Hotel”. Driver seguirà i tre rimasti, soffocando la povera Tamara nella doccia, intrufolatosi dalla finestra. Anche Flynn e il proprietario dell'hotel moriranno. Emma si scontra con il suo rapitore, ma si scopre incapace di ucciderlo. Driver aveva piantato un rivelatore nel ventre della ragazza (da cui la cicatrice), ma decide che adesso è il momento di liberarla, rimuovendole il dispositivo.
Il giorno dopo, Driver uccide anche Denny, dopo essersi sostituito al suo medico, e assiste all'arrivo in ospedale di Emma. Mentre lei è incosciente, le tocca la mano. Sul volto dell'assassino appare un'espressione più che soddisfatto per il bagno di sangue che ha causato.

## Produzione
Per la produzione del film sono stati investiti 2,9 milioni di dollari.

## Distribuzione
Presentato al Toronto International Film Festival nel 2012, il film è stato distribuito a partire nel 2013 con distribuzione limitata per il circuito cinematografico e visione vietata per gli spettatori minorenni. Il primo trailer del film è stato pubblicato il 13 aprile 2013. L'opera è stata distribuita nel mercato home video a partire dall'agosto 2013.

## Accoglienza

### Pubblico
Nel circuito cinematografico il film ha incassato 1.048,70 dollari.

### Critica
Sull'aggregatore Rotten Tomatoes il film riceve il 47% delle recensioni professionali positive con un voto medio di 4,3 su 10 basato su 36 critiche, mentre su Metacritic ottiene un punteggio di 26 su 100 basato su 14 critiche.